# Hebe Camargo
Hebe Maria Monteiro de Camargo Ravagnani (8. marts 1929 i Taubaté, São Paulo, Brasilien – 29. september 2012) var en brasiliansk skuespiller.